# Eswatini Railways

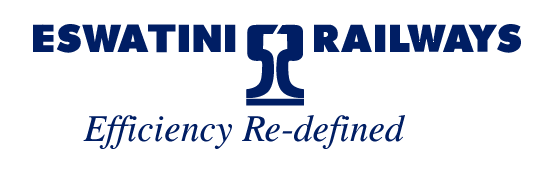
Logo der Eswatini Railways

Streckennetz von Eswatini Railways (Stand 2019), schwarze Linien: aktive Strecken (301 km), graue Strecke: stillgelegt

Eswatini Railways, bis 2018 Swaziland Railway bzw. auch Swazi Rail, ist eine halbstaatliche Eisenbahngesellschaft des Königreichs Eswatini. Sie dient neben dem Güterverkehr im Im- und Export zu großen Teilen auch als Transitstrecke für die Eisenbahnen Südafrikas, Mosambiks und weiterer SADC-Staaten.

## Beschreibung
Eswatini Railways unterhält ein Streckennetz von 301 Kilometer Länge, bestehend aus der 1964 eröffneten West-Ost-Strecke, die heute von Matsapha Industrial Site in der Nähe von Manzini nach Goba an der Grenze zu Mosambik führt, und einer Strecke, die aus Richtung Durban und Richards Bay in Südafrika in Süd-Nord-Richtung nach Komatipoort führt, das ebenfalls in Südafrika liegt. Eine ehemalige Strecke lief von Matsapha nach Ngwenya, diese wurde nach Erschöpfung der Eisenmine unrentabel und wurde aufgegeben.
Die Strecken der Eswatini Railways besitzen eine Spurweite von 1067 mm (Kapspur). Eswatini Railways betreibt keinen Personenverkehr, aber die südafrikanische Bahngesellschaft Transnet benutzt einen Teil des Netzes für durchfahrende Personenzüge.
Mit Swazilink soll eine neue Trasse von Davel durch Eswatini bis Richards Bay für den Güterverkehr geschaffen werden. Dieses steckt mit Stand 2020 noch in der Planungs- und Vorbereitungsphase und erfordert innerhalb von Eswatini einen ca. 100 km langen Streckenneubau vom eswatinischen Grenzort Sandlane bis Sidvokodvo, wo er an die bestehende Strecke von Matsapha ankoppeln soll.